# カークランド (ワシントン州)
カークランド（Kirkland）は、アメリカ合衆国ワシントン州キング郡の都市である。人口は9万2175人（2020年国勢調査）。シアトルの東に位置している。

## 歴史
1905年に法人化した。ワシントン湖に面しており、小型の木造船を作る造船所があった。1917年、ワシントン湖運河が開通しワシントン湖とピュージェット湾が繋がった。造船所の所有者が変わり「レイク・ワシントン造船所」となり、外洋船対応のドックを新設した。第二次世界大戦中はアメリカ海軍から大量の仕事を発注し、約9,000人の労働者が働いていた。戦後は需要が先細りとなり、船の修理がメインとなった。造船所は1960年代に閉鎖された。跡地は再開発され商業施設や集合住宅などが建設された。
今日のカークランドは富裕層が多い住宅地である。特に湖畔の住宅は非常に高額である。

## 地理
アメリカ合衆国統計局によると、総面積28.5 km2 (11.0 mi2) である。このうち27.7 km2 (10.7 mi2) が陸地であり、0.9 km2 (0.3 mi2) (3.00%) が水地である。

## 住民
2000年国勢調査では、人口45,054人、20,736世帯、11,031家族が暮らしている。人口密度は1,628.8/km2 (4,220.3/mi2) である。789.2/km2 (2,045.0/mi2) の平均密度に、21,831軒の住宅が建っている。人種構成は、白人85.28%、アフリカン・アメリカン1.59%、ネイティブ・アメリカン0.53%、アジア7.80%、太平洋諸島系0%、その他の人種1.69%、混血2.92%である。人口の4.11%は、ヒスパニックまたはラテン民族である。
全世帯のうち、18歳未満の子供と同居している世帯が3.3%、夫婦のみの世帯が42.0%、未婚女性の世帯が8.1%であり、46.8%は家族を持たない。個人名義の世帯主が35.6%、そのうち65歳以上が6.7%である。世帯ごとの平均人数は2.13人、家族ごとの平均人数は2.80人である。
18歳未満の未成年が18.5%、18歳以上24歳以下が9.3%、25歳以上44歳以下が38.1%、45歳以上64歳以下が23.9%、65歳以上が10.2%、平均年齢は36歳である。女性100人に対して男性は94.8人である。18歳以上の女性100人に対して男性は92.8人である。
世帯ごとの平均収入は60,332 USドルであり、家族ごとの平均収入は73,395 USドルである。性別の平均収入は男性は50,691 USドルに対して女性は39,737 USドルある。一人当たりの収入 (per capita income) は38,903 USドルである。人口の3.9%及び家族の5.3%の収入は、貧困線以下である。全人口のうち、18歳未満の6.3%及び65歳以上の5.0%は、貧困線以下の生活を送っている。